# Abdolkarim Haeri Yazdi
Abdolkarim Haeri Yazdi (persiska: عبدالکریم حائری یزدی; arabiska: عبد الكريم الحائري اليزدي), född 1859, död 30 januari 1937, var en persisk shiitisk imam och marja' al-taqlid. Han var känd som grundaren av den viktiga hawzan i Qom i Iran och för sitt ointresse för politik. Bland hans elever fanns Ruhollah Khomeini.

## Biografi
Haeri föddes i byn Mehrjard i staden Meybod i provinsen Yazd. Han studerade först i Yazd, sedan i Samarra under storayatolla Mirza Hassan Shirazi och avslutade sin utbildning i Najaf under Mohammad-Kazem Khorasani och Mohammad Kazim Yazdi.
År 1906 blev han enligt uppgift desillusionerad över den politisering av islam och det muslimska religiösa ledarskapet som följde efter den persiska konstitutionella revolutionen och flyttade därför upprepade gånger för att hitta en passande miljö. 1913 kom han till Arak i Persien där han blev känd som en "välkänd och respekterad lärare" och "en god administratör". 1921 fick han ett erbjudande att bli lärare i Qom som han accepterade och under hans ledning utvecklades hawzan i Qom till att bli ett av Persiens viktigaste seminarier för religiöst lärande.
Haeris politiska kvietism avspeglades i hans goda kontakter med både Shah Ahmad Shah Mirza och premiärminister Reza Khan.